# Antena (film 2007)
Antena – argentyński dramat z 2007 roku w reżyserii Estebana Sapira.